# Каона (Владимирци)
Каона је насеље у Србији у општини Владимирци у Мачванском округу. Према попису из 2022. било је 235 становника.
У непосредној близини села налази се истоимени манастир из 14. века. Народно предање каже да је манастир Каона задужбина Иконије, сестре Милоша Обилића.

## Галерија
- Центар села
- Сеоска школа
- Крст на раскршћу
- Крст на раскршћу
- Здравствена амбуланта

## Демографија
У насељу Каона живи 296 пунолетних становника, а просечна старост становништва износи 45,3 година (42,7 код мушкараца и 48,5 код жена). У насељу има 109 домаћинстава, а просечан број чланова по домаћинству је 3,09.
Ово насеље је у потпуности насељено Србима (према попису из 2002. године), а у последња три пописа, примећен је пад у броју становника.
|  |

| Демографија | Демографија | Демографија |
| Година      | Становника  | Становника  |
| ----------- | ----------- | ----------- |
| 1948.       | 649         |             |
| 1953.       | 708         |             |
| 1961.       | 668         |             |
| 1971.       | 590         |             |
| 1981.       | 516         |             |
| 1991.       | 433         | 420         |
| 2002.       | 341         | 347         |

| Етнички састав према попису из 2002.‍ | Етнички састав према попису из 2002.‍ | Етнички састав према попису из 2002.‍ | Етнички састав према попису из 2002.‍ | Етнички састав према попису из 2002.‍ |
| ------------------------------------ | ------------------------------------ | ------------------------------------ | ------------------------------------ | ------------------------------------ |
|                                      |                                      |                                      |                                      |                                      |
| Срби                                 | Срби                                 |                                      | 341                                  | 100,0%                               |
| непознато                            | непознато                            |                                      | 0                                    | 0,0%                                 |

| Година пописа     | 1948. | 1953. | 1961. | 1971. | 1981. | 1991. | 2002. |
| ----------------- | ----- | ----- | ----- | ----- | ----- | ----- | ----- |
| Број домаћинстава | 103   | 110   | 120   | 133   | 128   | 124   | 109   |

| Број чланова      | 1  | 2  | 3  | 4  | 5  | 6 | 7 | 8 | 9 | 10 и више | Просек |
| ----------------- | -- | -- | -- | -- | -- | - | - | - | - | --------- | ------ |
| Број домаћинстава | 21 | 28 | 18 | 21 | 10 | 7 | 3 | 0 | 1 | 0         | 3,09   |

| Пол    | Укупно | Неожењен/Неудата | Ожењен/Удата | Удовац/Удовица | Разведен/Разведена | Непознато |
| ------ | ------ | ---------------- | ------------ | -------------- | ------------------ | --------- |
| Мушки  | 161    | 53               | 92           | 8              | 4                  | 4         |
| Женски | 144    | 18               | 94           | 30             | 1                  | 1         |
| УКУПНО | 305    | 71               | 186          | 38             | 5                  | 5         |

| Пол    | Укупно                    | Пољопривреда, лов и шумарство | Рибарство                            | Вађење руде и камена | Прерађивачка индустрија       |
| ------ | ------------------------- | ----------------------------- | ------------------------------------ | -------------------- | ----------------------------- |
| Мушки  | 122                       | 100                           | 0                                    | 0                    | 7                             |
| Женски | 86                        | 81                            | 0                                    | 0                    | 0                             |
| УКУПНО | 208                       | 181                           | 0                                    | 0                    | 7                             |
| Пол    | Производња и снабдевање   | Грађевинарство                | Трговина                             | Хотели и ресторани   | Саобраћај, складиштење и везе |
| Мушки  | 0                         | 1                             | 3                                    | 0                    | 1                             |
| Женски | 0                         | 0                             | 1                                    | 0                    | 0                             |
| УКУПНО | 0                         | 1                             | 4                                    | 0                    | 1                             |
| Пол    | Финансијско посредовање   | Некретнине                    | Државна управа и одбрана             | Образовање           | Здравствени и социјални рад   |
| Мушки  | 0                         | 1                             | 3                                    | 1                    | 1                             |
| Женски | 0                         | 0                             | 0                                    | 1                    | 2                             |
| УКУПНО | 0                         | 1                             | 3                                    | 2                    | 3                             |
| Пол    | Остале услужне активности | Приватна домаћинства          | Екстериторијалне организације и тела | Непознато            | Непознато                     |
| Мушки  | 4                         | 0                             | 0                                    | 0                    | 0                             |
| Женски | 1                         | 0                             | 0                                    | 0                    | 0                             |
| УКУПНО | 5                         | 0                             | 0                                    | 0                    | 0                             |